# Grande Prêmio da França de 2006
Resultados do Grande Prêmio da França de Fórmula 1 realizado em Magny-Cours em 16 de julho de 2006. Décima primeira etapa do campeonato, foi vencido pelo alemão Michael Schumacher, da Ferrari, com Fernando Alonso em segundo pela Renault e Felipe Massa em terceiro, também pela Ferrari.

## Resumo
- Pedro de la Rosa substituiu Juan Pablo Montoya na McLaren.
- Última pole-position de Michael Schumacher.
- Foi palco de mais um recorde do piloto Michael Schumacher, que se tornou o primeiro na história a vencer o mesmo Grand Prix em oito ocasiões diferentes (ele chegou em primeiro lugar em 1994, 1995, 1997, 1998, 2001, 2002, 2004 e 2006). Também nessa corrida, Michael Schumacher foi o vencedor, pole e detentor da volta mais rápida pela 22ª vez em Grandes Prêmios de Fórmula 1, outro recorde.
- Centésima vitória alemã na Fórmula 1.

## Pilotos de sexta-feira
| Construtor          | N° | Piloto           |
| ------------------- | -- | ---------------- |
| Williams-Cosworth   | 35 | Alexander Wurz   |
| Honda               | 36 | Anthony Davidson |
| Red Bull-Ferrari    | 37 | Robert Doornbos  |
| BMW Sauber          | 38 | Robert Kubica    |
| MF1-Toyota          | 39 | Adrian Sutil     |
| Toro Rosso-Cosworth | 40 | Neel Jani        |
| Super Aguri-Honda   | 41 | Sakon Yamamoto   |

## Classificação da prova

### Treinos classificatórios
| Pos.   | Nº | Piloto               | Equipe              | Q1       | Q2       | Q3       | Grid |
| ------ | -- | -------------------- | ------------------- | -------- | -------- | -------- | ---- |
| 1      | 5  | Michael Schumacher   | Ferrari             | 1:15.865 | 1:15.111 | 1:15.493 | 1    |
| 2      | 6  | Felipe Massa         | Ferrari             | 1:16.277 | 1:15.679 | 1:15.510 | 2    |
| 3      | 1  | Fernando Alonso      | Renault             | 1:16.328 | 1:15.706 | 1:15.785 | 3    |
| 4      | 8  | Jarno Trulli         | Toyota              | 1:15.550 | 1:15.776 | 1:16.036 | 4    |
| 5      | 7  | Ralf Schumacher      | Toyota              | 1:15.949 | 1:15.625 | 1:16.091 | 5    |
| 6      | 3  | Kimi Räikkönen       | McLaren-Mercedes    | 1:16.154 | 1:15.742 | 1:16.281 | 6    |
| 7      | 2  | Giancarlo Fisichella | Renault             | 1:16.825 | 1:15.901 | 1:16.345 | 7    |
| 8      | 4  | Pedro de la Rosa     | McLaren-Mercedes    | 1:16.679 | 1:15.902 | 1:16.632 | 8    |
| 9      | 10 | Nico Rosberg         | Williams-Cosworth   | 1:16.534 | 1:15.926 | 1:18.272 | 19   |
| 10     | 14 | David Coulthard      | Red Bull-Ferrari    | 1:16.350 | 1:15.974 | 1:18.663 | 9    |
| 11     | 9  | Mark Webber          | Williams-Cosworth   | 1:16.531 | 1:16.129 |          | 10   |
| 12     | 16 | Nick Heidfeld        | BMW Sauber          | 1:16.686 | 1:16.294 |          | 11   |
| 13     | 15 | Christian Klien      | Red Bull-Ferrari    | 1:16.921 | 1:16.433 |          | 12   |
| 14     | 11 | Rubens Barrichello   | Honda               | 1:17.022 | 1:17.027 |          | 13   |
| 15     | 21 | Scott Speed          | Toro Rosso-Cosworth | 1:17.117 | 1:17.063 |          | 14   |
| 16     | 19 | Christijan Albers    | Midland-Toyota      | 1:16.962 | 1:17.105 |          | 15   |
| 17     | 20 | Vitantonio Liuzzi    | Toro Rosso-Cosworth | 1:17.164 |          |          | 22   |
| 18     | 17 | Jacques Villeneuve   | BMW Sauber          | 1:17.304 |          |          | 16   |
| 19     | 12 | Jenson Button        | Honda               | 1:17.495 |          |          | 17   |
| 20     | 18 | Tiago Monteiro       | Midland-Toyota      | 1:17.589 |          |          | 18   |
| 21     | 23 | Franck Montagny      | Super Aguri-Honda   | 1:18.637 |          |          | 20   |
| 22     | 22 | Takuma Sato          | Super Aguri-Honda   | 1:18.845 |          |          | 21   |
| Fonte: |    |                      |                     |          |          |          |      |

### Corrida
| Pos.   | Nº | Piloto               | Construtor          | Voltas | Tempo/Diferença | Grid | Pontos |
| ------ | -- | -------------------- | ------------------- | ------ | --------------- | ---- | ------ |
| 1      | 5  | Michael Schumacher   | Ferrari             | 70     | 1:32:07.803     | 1    | 10     |
| 2      | 1  | Fernando Alonso      | Renault             | 70     | + 10.131        | 3    | 8      |
| 3      | 6  | Felipe Massa         | Ferrari             | 70     | + 22.546        | 2    | 6      |
| 4      | 7  | Ralf Schumacher      | Toyota              | 70     | + 27.212        | 5    | 5      |
| 5      | 3  | Kimi Räikkönen       | McLaren-Mercedes    | 70     | + 33.006        | 6    | 4      |
| 6      | 2  | Giancarlo Fisichella | Renault             | 70     | + 45.265        | 7    | 3      |
| 7      | 4  | Pedro de la Rosa     | McLaren-Mercedes    | 70     | + 49.407        | 8    | 2      |
| 8      | 16 | Nick Heidfeld        | BMW Sauber          | 69     | + 1 volta       | 11   | 1      |
| 9      | 14 | David Coulthard      | Red Bull-Ferrari    | 69     | + 1 volta       | 9    |        |
| 10     | 21 | Scott Speed          | Toro Rosso-Cosworth | 69     | + 1 volta       | 14   |        |
| 11     | 17 | Jacques Villeneuve   | BMW Sauber          | 69     | + 1 volta       | 16   |        |
| 12     | 15 | Christian Klien      | Red Bull-Ferrari    | 69     | + 1 volta       | 12   |        |
| 13     | 20 | Vitantonio Liuzzi    | Toro Rosso-Cosworth | 69     | + 1 volta       | 22   |        |
| 14     | 10 | Nico Rosberg         | Williams-Cosworth   | 68     | + 2 voltas      | 19   |        |
| 15     | 19 | Christijan Albers    | Midland-Toyota      | 68     | + 2 voltas      | 15   |        |
| 16     | 23 | Franck Montagny      | Super Aguri-Honda   | 67     | + 3 voltas      | 20   |        |
| Ret    | 12 | Jenson Button        | Honda               | 61     | Motor           | 17   |        |
| Ret    | 9  | Mark Webber          | Williams-Cosworth   | 55     | Aro da roda     | 10   |        |
| Ret    | 8  | Jarno Trulli         | Toyota              | 39     | Freios          | 4    |        |
| Ret    | 11 | Rubens Barrichello   | Honda               | 28     | Motor           | 13   |        |
| Ret    | 18 | Tiago Monteiro       | Midland-Toyota      | 11     | Acidente        | 18   |        |
| Ret    | 22 | Takuma Sato          | Super Aguri-Honda   | 0      | Transmissão     | 21   |        |
| Fonte: |    |                      |                     |        |                 |      |        |

## Tabela do campeonato após a corrida
| Pos.   | Piloto               | Pontos |
| ------ | -------------------- | ------ |
| 1      | Fernando Alonso      | 96     |
| 2      | Michael Schumacher   | 79     |
| 3      | Giancarlo Fisichella | 46     |
| 4      | Kimi Räikkönen       | 43     |
| 5      | Felipe Massa         | 42     |
| Fonte: |                      |        |

| Pos.   | Construtor       | Pontos |
| ------ | ---------------- | ------ |
| 1      | Renault          | 142    |
| 2      | Ferrari          | 121    |
| 3      | McLaren–Mercedes | 71     |
| 4      | Honda            | 32     |
| 5      | Toyota           | 21     |
| Fonte: |                  |        |

- Nota: Somente as primeiras cinco posições estão listadas.